# Sistar
Sistar (hangul: 씨스타; rr: Ssiseuta; MR: Ssisŭt'a, estilizado como SISTAR) foi um girl group sul-coreano formado pela Starship Entertainment. Ele foi constituído por quatro integrantes: Hyorin, Bora, Soyou e Dasom.   Em 3 de junho de 2010, lançaram o primeiro single "Push Push" e fizeram sua estreia no programa Music Bank da emissora KBS. Em 25 de agosto, lançaram o segundo single "Shady Girl" com a participação de Heechul (Super Junior) no videoclipe. Em 29 de novembro, seguiram com "How Dare You", single que rendeu a primeira vitória ("1st win") do grupo em um programa musical. Em 5 de maio de 2011, Hyorin e Bora estrearam o subgrupo Sistar19, no programa M! Countdown, com a canção "Ma Boy". Sistar tem adquirido grande popularidade desde seu álbum "So Cool" lançado em 2011, hoje são conhecidas como "The Queens of Summer" ou "four sexy ladies of k-pop"  com suas canções de verão cativantes, sempre sendo bem sucedidas nas paradas musicais sul-coreanas. Seu disband oficial foi anunciado em 23 de maio de 2017, tendo seu último comeback no final do mês de maio.

## Ex-integrantes
- Bora (em coreano:  보라), nascida Yoon Bora (em coreano:  윤보라) em 30 de dezembro de 1989 (35 anos) em Seul, Coreia do Sul.
- Hyolyn (em coreano:  효린), nascida Kim Hyojung (em coreano:  김효정) em 11 de dezembro de 1990 (34 anos) em Incheon, Coreia do Sul.
- Soyou (em coreano:  소유), nascida Kang Jihyun (em coreano:  강지현) em 12 de fevereiro de 1992 (33 anos) em Jeju, Coreia do Sul.
- Dasom (em coreano:  다솜), nascida Kim Dasom (em coreano:  김다솜) em 6 de maio de 1993 (31 anos) em Goyang, Coreia do Sul.

## Discografia

### Álbuns de estúdio
- 2011: So Cool
- 2013: Give It to Me

### EPs
- 2012: Alone
- 2012: Loving U
- 2014: Sweet & Sour
- 2014: Touch & Move
- 2015: Shake It
- 2016: Insane Love
- 2017: Lonely

### Álbuns single
- 2010: Push Push
- 2010: Shady Girl
- 2010: How Dare You

## Filmografia

### Televisão
| Ano  | Show                      | Integrante(s) participante(s) | Notas                                                                                      | Episódio            |
| ---- | ------------------------- | ----------------------------- | ------------------------------------------------------------------------------------------ | ------------------- |
| 2011 | Immortal Song 2           | Hyorin                        | Integrante do elenco original e reapareceu no episódio 25 para um especial "King of Kings" | Episódios 1-15 & 25 |
| 2011 | Hello Baby (4º temporada) | SISTAR                        | com Leeteuk do Super Junior                                                                |                     |
| 2011 | Weekly Idol               | SISTAR                        | Primeiro grupo feminino a ir ao programa                                                   | Episódio 8          |
| 2011 | Invincible Youth 2        | Bora                          | Integrante do G8                                                                           |                     |
| 2012 | Dream High 2              | Hyorin                        | Hyorin como Nana, líder do grupo feminino Hershe                                           |                     |
| 2012 | Running Man               | SISTAR                        | Episódios 75 e 95                                                                          |                     |
| 2012 | Immortal Song 2           | Hyorin                        | "King of Kings" Especial                                                                   | Episódios 71 e 72   |
| 2013 | Shinhwa Broadcast         | SISTAR                        | "I Love You More Studio" Especial                                                          | Episódios 45 e 46   |
| 2015 | Unpretty Rapstar 2        | Hyorin                        |                                                                                            |                     |
| 2015 | Sistar Showtime           | SISTAR                        |                                                                                            |                     |

### Vídeos musicais
| Ano  | Vídeo musical                            | Duração |
| ---- | ---------------------------------------- | ------- |
| 2010 | "Push Push"                              | 3:25    |
| 2010 | "We Never Go Alone"                      | 2:23    |
| 2010 | "Chronos Sword"                          | 3:39    |
| 2010 | "Shady Girl"                             | 3:39    |
| 2010 | "How Dare You"                           | 3:25    |
| 2011 | "Ma Boy"                                 | 3:28    |
| 2011 | "So Cool"                                | 3:24    |
| 2011 | "Hot Place"                              | 3:28    |
| 2011 | "Pink Romance"                           | 3:30    |
| 2012 | "Alone"                                  | 3:28    |
| 2012 | "Loving U"                               | 3:38    |
| 2013 | "Give It To Me"                          | 4:13    |
| 2014 | "Touch My Body"                          | 3:33    |
| 2014 | "I Swear"                                | 4:05    |
| 2015 | "Shake It"                               | 3:32    |
| 2016 | "I Like That"                            | 4:00    |
| 2016 | ''One more day'' (feat. Giorgio Moroder) | 4:47    |
| 2017 | "Lonely"                                 | 3:47    |